# Leopold Binental
Leopold Jan Binental (* 10. Januar 1886 in Kielce; † 1. April 1944 im KZ Auschwitz) war ein polnischer Musikwissenschaftler und -pädagoge.

## Leben
Binental studierte am Pariser Konservatorium und an der Schola Cantorum. Von 1914 bis 1939 war er Professor an der Musikhochschule „Fryderyk Chopin“ in Warschau. Daneben war er von 1916 bis 1919 Vorsitzender der Musikgesellschaft Warschau und von 1934 bis 1939 Vorstandsmitglied des Fryderyk-Chopin-Instituts.
Neben anderem veröffentlichte er 1930 in Warschau eine Monographie über Fryderyk Chopin: Chopin. W 120-ta rocznice urodzin. Dokumenty i pamiatki (Chopin. Zum 120 Jahrestag seiner Geburt. Dokumente und Denkwürdigkeiten).
Er war mit Janina Binental geb. Heilpern (* 1. August 1889 in Warschau; † 1. April 1944 in Auschwitz) verheiratet. 1940 flohen sie mit der gemeinsamen Tochter Krystyna Janina aus dem besetzten Warschau nach Frankreich, wo sie jedoch 1944 verhaftet und nach Auschwitz deportiert wurden. Beide wurden dort am selben Tag ermordet.

## Werke
- Chopin. Dokumente und Erinnerungen aus seiner Heimatstadt, aus dem Polnischen übersetzt von A. von Guttry, deutsche Ausgabe vom Verfasser bearbeitet, Leipzig: Breitkopf & Härtel, 1932